# Reyong
El reyong, també anomenat réong, riong, riyong, és un instrument musical de percussió que pertany a la família dels idiòfons, que s'associa principalment amb l'orquestra gamelan típica de Bali i de Lombok a Indonèsia.

## Descripció
L'instrument és una espècie de carilló compost per un número d'entre 4 i 12 gongs de bronze amb forma de cassoles de diverses mides afinats amb diferents tons. Els gongs se solen col·locar en una filera suspesos horitzontalment damunt un marc de fusta, encara que de vegades es poden extreure del marc per ser tocats per separat. Generalment, aquests idòfons s'empren per tocar figures melòdiques amb ritmes entrellaçats tipus kotekan.
Una forma arcaica del gamelan angklung inclou dos reyong, cadascú dels quals consta de dos petits gongs amb relleu units sense apretar a cada extrem d'una barra de fusta que descansa damunt la falda de l'intèrpret. Al Temple de Penataran del segle XIV situat a Java Oriental apareix representat un reyong format per quatre petits gongs de diferents afinacions. El gamelan angklung contemporani generalment compta amb un reyong de vuit peces, i, en canvi, el gamelan gong gede en té entre quatre i sis. El reyong de més gran, que sol tenir dotze peces, el trobem al gamelán gong kebyar. Per a la interpretació musical són necessaris quatre intèrprets a la vegada, cadascú d'ells amb dos malls o baquetes tocant amb el característic estil entrellaçat.
Els gongs que conformen un reyong poden retirar-se del marc per a formar part del conjunt processional del gamelan beleganjur. Se sostenen per tocar-los de forma individual com bonang en estil hoquetus o kotekan.